# 15. Kongress der Vereinigten Staaten
Der 15. Kongress der Vereinigten Staaten, bestehend aus dem Repräsentantenhaus und dem Senat, war die Legislative der Vereinigten Staaten. Seine Legislaturperiode dauerte vom 4. März 1817 bis zum 4. März 1819. Alle Abgeordneten des Repräsentantenhauses sowie ein Drittel der Senatoren (Klasse II) waren im Jahr 1816 bei den Kongresswahlen gewählt worden. Dabei ergab sich in beiden Kammern eine Mehrheit für die Demokratisch-Republikanische Partei. Der Kongress tagte in der amerikanischen Bundeshauptstadt Washington, D.C. Da das Kapitol nach den Zerstörungen während des Britisch-Amerikanischen Kriegs von 1812 noch nicht wieder zur Verfügung stand, hielt der Kongress seine Sitzungen im sogenannten Old Capitol Prison ab. Die Vereinigten Staaten bestanden damals aus 19 Bundesstaaten. Im Verlauf der Legislaturperiode kamen mit Mississippi und Illinois  der 20. und 21. Staat hinzu. Präsident war James Monroe. Die Sitzverteilung im Repräsentantenhaus basierte auf der Volkszählung von 1810.

## Wichtige Ereignisse
Siehe auch 1817 1818 und 1819
- 4. März 1817: Beginn der Legislaturperiode des 15. Kongresses. Gleichzeitig wird James Monroe in sein neues Amt als US-Präsident eingeführt. Er löst James Madison ab.
- 4. Juli 1817: Beginn der Bauarbeiten für den Eriekanal.
- 12. Juli 1817: Der Journalist Benjamin Russell benutzt erstmals den Begriff  Era of Good Feelings, der später die Epoche der amerikanischen Politik zwischen 1817 und 1825 beschreibt.
- 15. August 1817: Gründung des Alabama-Territoriums.
- 20. November 1817: In Florida beginnen die ersten Kriege mit den einheimischen Indianern. Siehe auch Seminolenkriege.
- 10. Dezember 1817: Mississippi wird 20. Bundesstaat der USA.
- 20. Oktober 1818: Der Londoner Vertrag regelt einige (aber nicht alle) offene Grenzfragen zwischen den USA und dem britischen Kanada.
- 3. Dezember 1818: Illinois wird 21. Bundesstaat der USA.
- 1818: Bei den Kongresswahlen verteidigt die Demokratisch-Republikanische Partei ihre Mehrheiten in beiden Kammern.
- 22. Februar 1819: Mit dem Adams-Onís-Vertrag tritt Spanien Florida an die Vereinigten Staaten ab.

## Die wichtigsten Gesetze
In den Sitzungsperioden des 15. Kongresses wurden unter anderem folgende Bundesgesetze verabschiedet (siehe auch: Gesetzgebungsverfahren):
- 4. April 1818: Flag Act of 1818

## Zusammensetzung nach Parteien

### Senat
- Demokratisch-Republikanische Partei: 30
- Föderalistische Partei: 12
- Sonstige: 0
- Vakant: 0

Gesamt: 42 Stand am Ende der Legislaturperiode

### Repräsentantenhaus
- Demokratisch-Republikanische Partei: 146
- Föderalistische Partei: 39
- Sonstige: 0
- Vakant: 0

Gesamt: 185 Stand am Ende der Legislaturperiode
Außerdem gab es noch vier nicht stimmberechtigte Kongressdelegierte.

## Amtsträger

### Senat
- Präsident des Senats: Daniel D. Tompkins (DR)
- Präsident pro tempore: John Gaillard (DR) bis zum 15. Februar 1819, danach James Barbour (DR).

### Repräsentantenhaus
- Sprecher des Repräsentantenhauses: Henry Clay (DR)

## Senatsmitglieder
Im 15. Kongress vertraten folgende Senatoren ihre jeweiligen Bundesstaaten:
| Connecticut - 1. Samuel W. Dana (F) - 3. David Daggett (F) Delaware - 1. Outerbridge Horsey (F) - 2. Nicholas Van Dyke (F) Georgia - 2. George Troup (DR) bis zum 23. September 1818 - John Forsyth (DR) ab dem 23. November 1818 bis zum 17. Februar 1819 - 3. Charles Tait (DR) Illinois - 2. Jesse B. Thomas (DR) ab dem 3. Dezember 1818 - 3. Ninian Edwards (DR) ab dem 3. Dezember 1818 Indiana - 1. James Noble (DR) - 3. Waller Taylor (DR) Kentucky - 2. John J. Crittenden (DR) - 3. Isham Talbot (DR) Louisiana - 3. Eligius Fromentin (DR) - 2. William C. C. Claiborne (DR) bis zum 23. November 1817 (Tod) - Henry Johnson (DR) ab dem 12. Januar 1818 Maryland - 1. Alexander Contee Hanson (F) - 3. Robert Henry Goldsborough (F) Massachusetts - 1. Eli P. Ashmun (F) bis zum 10. Mai 1818 - Prentiss Mellen (F) ab dem 5. Juni 1818 - 2. Harrison Otis (F) Mississippi - 1. Walter Leake (DR) ab dem 10. Dezember 1817 - 2. Thomas Hill Williams (DR) ab dem 10. Dezember 1817 New Hampshire - 2. David L. Morril (DR) - 3. Jeremiah Mason (F) bis 16. Juni 1817 - Clement Storer (DR) ab dem 27. Juni 1817 | New Jersey - 1. James J. Wilson (DR) - 2. Mahlon Dickerson (DR) New York - 1. Nathan Sanford (DR) - 3. Rufus King (F) North Carolina - 2. Montfort Stokes (DR) - 3. Nathaniel Macon (DR) Ohio - 1. Benjamin Ruggles (DR) - 3. Jeremiah Morrow (DR) Pennsylvania - 1. Jonathan Roberts (DR) - 3. Abner Lacock (DR) Rhode Island - 1. William Hunter (F) - 2. James Burrill (F) South Carolina - 2. William Smith (DR) - 3. John Gaillard (DR) Tennessee - 1. George W. Campbell (DR) bis zum 20. April 1818 - John Henry Eaton (DR) ab dem 5. September 1818 - 2. John Williams (DR) Vermont - 1. Isaac Tichenor (F) - 3. Dudley Chase (DR) bis zum 3. November 1817 - James Fisk (DR) 4. November 1817 bis 8. Januar 1818 - William A. Palmer (DR) ab dem 20. Oktober 1818 Virginia - 1. James Barbour (DR) - 2. John Wayles Eppes (DR) |

## Mitglieder des Repräsentantenhauses
Folgende Kongressabgeordnete vertraten im 15. Kongress die Interessen ihrer jeweiligen Bundesstaaten:
| Connecticut Alle Abgeordneten wurden staatsweit gewählt. - Uriel Holmes (F) bis 1818 - Sylvester Gilbert (DR) ab dem 16. November 1818 - Ebenezer Huntington (F) - Jonathan O. Moseley (F) - Timothy Pitkin (F) - Samuel B. Sherwood (F) - Nathaniel Terry (F) - Thomas Scott Williams (F) Delaware Alle Abgeordneten wurden staatsweit gewählt. - Louis McLane (F) - Willard Hall (DR) Georgia Alle Abgeordneten wurden staatsweit gewählt. - Zadock Cook (DR) - John Forsyth (DR) bis 23. November 1818 - Robert Raymond Reid (DR) ab dem 18. Februar 1819 - Joel Abbott (DR) - Thomas W. Cobb (DR) - Joel Crawford (DR) - William Terrell (DR) Illinois - John McLean (DR) ab dem 3. Dezember 1818, staatsweit gewählt Indiana - William Hendricks (DR) staatsweit gewählt Kentucky Zehn Wahlbezirke - 1. David Trimble (DR) - 2. Henry Clay (DR) - 3. Richard Mentor Johnson (DR) - 4. Joseph Desha (DR) - 5. Anthony New (DR) - 6. David Walker (DR) - 7. George Robertson (DR) - 8. Richard Clough Anderson (DR) - 9. Tunstall Quarles (DR) - 10. Thomas Speed (DR) Louisiana Staatsweit gewählt - Thomas B. Robertson (DR) bis zum 20. April 1818 - Thomas Butler (DR) ab dem 16. November 1818 Maryland Acht Wahlbezirke. Der Fünfte Wahlbezirk stellte zwei Abgeordnete. - 1. Philip Stuart (F) - 2. John Carlyle Herbert (F) - 3. George Peter (F) - 4. Samuel Ringgold (DR) - 5A. Peter Little (DR) - 5B Samuel Smith (DR) - 6. Philip Reed (DR) - 7. Thomas Culbreth (DR) - 8. Thomas Bayly (F) Massachusetts 20 Wahlbezirke - 1. Jonathan Mason (F) - 2. Nathaniel Silsbee (DR) - 3. Jeremiah Nelson (F) - 4. Timothy Fuller (DR) - 5. Elijah H. Mills (F) - 6. Samuel Clesson Allen (F) - 7. Henry Shaw (DR) - 8. Zabdiel Sampson (DR) - 9. Walter Folger (DR) - 10. Marcus Morton (DR) - 11. Benjamin Adams (F) - 12. Solomon Strong (F) - 13. Nathaniel Ruggles (F) - 14. John Holmes (DR) - 15. Ezekiel Whitman (F) - 16. Benjamin Orr (F) - 17 John Wilson (F) - 18 Thomas Rice (F) - 19 Joshua Gage (DR) - 20. Albion K. Parris (DR) bis 3. Februar 1818 - Enoch Lincoln (DR) ab dem 4. November 1818 Mississippi - George Poindexter (DR) ab dem 10. Dezember 1817, staatsweit gewählt New Hampshire Alle Abgeordneten wurden staatsweit gewählt. - Josiah Butler (DR) - Clifton Clagett (DR) - Salma Hale (DR) - Arthur Livermore (DR) - John Fabyan Parrott (DR) - Nathaniel Upham (DR) New Jersey Alle Abgeordneten wurden staatsweit gewählt - Ephraim Bateman (DR) - Benjamin Bennet (DR) - Joseph Bloomfield (DR) - Charles Kinsey (DR) - John Linn (DR) - Henry Southard (DR) New York 21 Wahlbezirke. Der 1., 2., 12., 15., 20. und der 21. Wahlbezirk stellte jeweils zwei Abgeordnete. - 1A. Tredwell Scudder DR - 1B. George Townsend (DR) - 2A. William Irving (DR) - 2B. Peter H. Wendover (DR) - 3. Caleb Tompkins (DR) - 4. James Tallmadge (DR) - 5. Philip J. Schuyler (F) - 6. James W. Wilkin (DR) - 7. Josiah Hasbrouck (DR) - 8. Dorrance Kirtland (DR) - 9. Rensselaer Westerlo (F) - 10. John P. Cushman (F) - 11. John W. Taylor (DR) - 12A. John Palmer (DR) - 12B. John Savage (DR) - 13. Thomas Lawyer (DR) - 14. John Herkimer (DR) - 15A. John R. Drake (DR) - 15B. Isaac Williams (DR) - 16. Henry R. Storrs (F) - 17. Thomas H. Hubbard (DR) - 18. David A. Ogden (F) - 19. James Porter (DR) - 20A. Oliver C. Comstock (DR) - 20B. Daniel Cruger (DR) - 21A. Benjamin Ellicott (DR) - 21B. John Canfield Spencer (DR) | North Carolina 13 Wahlbezirke - 1. Lemuel Sawyer (DR) - 2. Joseph Hunter Bryan (DR) - 3. Thomas H. Hall (DR) - 4. Jesse Slocumb (F) - 5. James Owen (DR) - 6. Weldon Nathaniel Edwards (DR) - 7. James Stewart (F) ab dem 5. Januar 1818 - 8. James Strudwick Smith (DR) - 9. Thomas Settle (DR) - 10. George Mumford (DR) bis zum 31. Dezember 1818 - Charles Fisher (DR) ab dem 11. Februar 1819 - 11. Daniel Munroe Forney (DR) bis 1818 - William Davidson (F) - 12. Felix Walker (DR) - 13. Lewis Williams (DR) Ohio 6 Wahlbezirke - 1. William Henry Harrison (DR) - 2. John Wilson Campbell (DR) - 3. Levi Barber (DR) - 4. Samuel Herrick (DR) - 5. Philemon Beecher (F) - 6. Peter Hitchcock (DR) Pennsylvania 15 Wahlbezirke. Der erste Wahlbezirk stellten vier Abgeordnete, der 2., 3., 5., 6., und 10. Wahlbezirk stellte je zwei Abgeordnete. Die restlichen je einen. - 1A. William Anderson (DR) - 1B Joseph Hopkinson (F) - 1C. John Sergeant (F) - 1D. Adam Seybert (DR) - 2A. Isaac Darlington (F) - 2B. Levi Pawling (F) - 3A. James M. Wallace (DR) - 3B. John Whiteside (DR) - 4. Jacob Spangler (DR) bis zum 20. April 1818 - Jacob Hostetter (DR) ab dem 16. November 1818 - 5A. Andrew Boden (DR) - 5B. William Maclay (DR) - 6A. Samuel D. Ingham (DR) bis zum 6. Juli 1818 - Samuel Moore (DR) ab dem 13. Oktober 1818 - 6B. John Ross (DR) bis zum 24. Februar 1818 - Thomas Jones Rogers (DR) ab dem 3. März 1818 - 7. Joseph Hiester (DR) - 8. Alexander Ogle (DR) - 9. William Plunkett Maclay (DR) - 10A. John Murray (DR) ab dem 14. Oktober 1817 - 10B. William Wilson (DR) - 11 David Marchand (DR) - 12 Thomas Patterson (DR) - 13 Christian Tarr (DR) - 14 Henry Baldwin (DR) - 15 Robert Moore (DR) Rhode Island Alle Abgeordneten wurden staatsweit gewählt. - John Linscom Boss (F) - James Brown Mason (F) South Carolina 9 Wahlbezirke - 1. Henry Middleton (DR) - 2. William Lowndes (DR) - 3. James Ervin (DR) - 4. Joseph Bellinger (DR) - 5. Starling Tucker (DR) - 6. John C. Calhoun (DR) bis zum 3. November 1817 - Eldred Simkins (DR) ab dem 24. Januar 1818 - 7. Elias Earle (DR) - 8. Wilson Nesbitt (DR) - 9. Stephen Decatur Miller (DR) Tennessee 6 Wahlbezirke - 1. John Rhea (DR) - 2. William Grainger Blount (DR) - 3. Francis Jones (DR) - 4. Samuel E. Hogg (DR) - 5. Thomas Claiborne (DR) - 6. George Marr (DR) Vermont Alle sechs Abgeordneten wurden staatsweit gewählt - Herman Allen (DR) bis zum 20. April 1818, danach war der Sitz vakant - Samuel C. Crafts (DR) - William Hunter (DR) - Orsamus Cook Merrill (DR) - Charles Rich (DR) - Mark Richards (DR) Virginia 23 Wahlbezirke - 1. James Pindall (F) - 2. Edward Colston (F) - 3. Henry St. George Tucker (DR) - 4. William McCoy (DR) - 5. John Floyd (DR) - 6. Alexander Smyth (DR) - 7. Ballard Smith (DR) - 8. Charles F. Mercer (F) - 9. William Lee Ball (DR) - 10. George Strother (DR) - 11. Philip Pendleton Barbour (DR) - 12. Robert Garnett (DR) - 13. Burwell Bassett (DR) - 14. William A. Burwell (DR) - 15. William J. Lewis (DR) - 16. Archibald Austin (DR) - 17. James Pleasants (DR) - 18. Thomas M. Nelson (DR) - 19. Peterson Goodwyn (DR) bis 21. Februar 1818 - John Pegram (DR) ab dem 21. April 1818 - 20. James Johnson (DR) - 21. Thomas Newton (DR) - 22. Hugh Nelson (DR) - 23. John Tyler (DR) |

Nicht stimmberechtigte Mitglieder im Repräsentantenhaus:
- Alabama-Territorium: John Crowell ab dem 29. Januar 1818
- Illinois-Territorium: Nathaniel Pope bis zum 30. November 1818, danach war der Sitz vakant
- Mississippi-Territorium: unbesetzt bis zur Staatsgründung von Mississippi.
- Missouri-Territorium: John Scott